# 10916 Okina-Ouna
10916 Okina-Ouna (tên chỉ định: 1997 YB17) là một tiểu hành tinh vành đai chính. Nó được phát hiện bởi Naoto Sato ở Đài thiên văn Chichibu ngày 31 tháng 12 năm 1997. Nó được đặt theo tên Okina và Ouna, two subsatellites of the 2007 SELENE spacecraft.